# Rural City of Ararat
Rural City of Ararat är en kommun i Australien. Den ligger i delstaten Victoria, omkring 190 kilometer väster om delstatshuvudstaden Melbourne. Antalet invånare var 11 600 vid folkräkningen 2016.
Följande samhällen finns i Ararat:
- Ararat
- Lake Bolac